# Recep Tayyip Erdoğan
Recep Tayyip Erdoğan (fonetikusan: [ɾeˈdʒep tɑjˈjip ˈæɾdo(ɰ)ɑn] / Redzsep Tajjip Erdoan; Isztambul, 1954. február 26. –) iszlamista török politikus, 2014 óta Törökország 12. és jelenlegi elnöke. Korábban 2003 és 2014 között miniszterelnöke, valamint 1994 és 1998 között Isztambul polgármestere volt. 2001-ben Abdullah Gül és Bülent Arınç mellett az AKP társalapítója és elnöke lett.
Erdoğan Isztambul Beyoğlu kerületében született és nőtt fel. Marmara Egyetemen diplomázott, majd tanácsadóként és felső vezetőként dolgozott a magánszektorban. 1983-ban csatlakozott az iszlamista Jóléti Párthoz, 1984-ben Beyoğlu kerületi, majd 1985-ben Isztambul pártelnökévé választották. Az 1994-es önkormányzati választásokon Erdoğant Isztambul polgármesterévé választották. 1997-ben elszavalta Ziya Gökalp pántörök aktivista „Katona imája” című versének módosított változatát, amiért a bíróság 1998-ban vallási gyűlölet szításáért tíz hónap börtönbüntetésre ítélte, amit végül négy hónapra csökkentettek. Az ítélet miatt 1998-ban lemondott a polgármesteri címéről és 1999 márciusában bevonult a börtönbe. Négy hónapnyi börtön után felhagyott a nyílt iszlamista politikával, majd 2001-ben Abdullah Gül és Bülent Arınç mellett hárman megalapították az AKP pártot.
Erdoğan vezetésével az AKP megnyerte a 2002-es parlamenti választásokat, és 2003-ban miniszterelnöknek választották. Megnyerte a 2007-es és a 2011-es parlamenti választásokat is. Miniszterelnöksége alatt a 2001-es és a 2008-as gazdasági válságból való kilábalás, az Európai Uniós csatlakozási tárgyalások szorgalmazása és a hadsereg befolyásának a csökkentése volt a jellemző fő irányvonalai. 2012-ben béketárgyalásokat kezdeményezett a Kurdisztáni Munkáspárttal (PKK) a kurd–török konfliktus lezárása érdekében, azonban a tárgyalások három évvel később félbeszakadtak.
2014-ben Erdoğan lett az ország első közvetlenül választott elnöke. Elnökségét a demokratikus visszaesés és a tekintélyelvűbb kormányzási stílus felé való elmozdulás jellemezte. Erdoğan megnyerte a 2018-as elnökválasztást is, és bevezette az elnöki rendszert, ami felváltotta a parlamentáris demokráciát. A korábbi 4 éves elnöki ciklust 5 évre növelte. A 2018-as választás után Erdoğan gazdaságpolitikája magas inflációhoz és a török líra értékének leértékelődéséhez vezetett. Beavatkozott a jelenleg is zajló szíriai és líbiai konfliktusokba, hadműveleteket indított az Iszlám Állam, a kurd erők és Bassár el-Aszad erői ellen, amelyek az Aszad-rezsim bukásához vezettek, valamint rakétatámadással fenyegette Görögországot az Égei- és a Földközi-tengeri határviták miatt. Erdoğan főleg szír és afgán menekültekkel zsarolja az EU-t és Németországot, anyagi támogatásért cserébe. Az orosz-ukrán háború miatt Erdoğan 2022 februárjában lezáratta a Boszporusz tengerszorost az orosz hadihajók elől. Közvetített Oroszország és Ukrajna között a gabonaexport megállapodásban, és egy fogolycserében is.

## Fiatalkora
Erdoğan Isztambulban született, gyermekkorát azonban Rizében töltötte, a Fekete-tenger partján. 13 éves volt, mikor családjával visszaköltözött szülővárosába. Alapfokú tanulmányait egy úgynevezett Imam Hatip iskolában végezte (melynek feladata Atatürk reformjai előtt imámok képzése volt, de később is megtartotta vallásos jellegét), a Marmara Egyetemen pedig közgazdasági és üzleti tanulmányokat folytatott.
Tizenhat évig csaknem professzionális szinten foglalkozott labdarúgással és több éven át dolgozott az isztambuli tömegközlekedési vállalat (IETT) alkalmazottjaként. Politikai karrierjét a Nemzeti Üdvösség Pártja tagjaként kezdte. Az 1980-as katonai puccs után abbahagyta a labdarúgást és a közszférában kezdett el dolgozni.

## Politikai karrierje
Korán, már középiskolás korában az iszlamista politikai irányzat támogatója lett. Egyetemi évei alatt ismerte meg Necmettin Erbakan iszlamista politikust, aki később (1996–97-ben) Törökország első iszlamista miniszterelnöke lett. Aktív szereplője az Erbakan által vezetett vallási alapon politizáló pártoknak.
1984-ben Isztambul kozmopolita Beyoğlu negyedének polgármestere lett, 1985-ben pedig a Jólét Pártjának Isztambul tartományi elnökévé választották. Többször indult a parlamenti választásokon is.
1991-ben a Jólét Pártjának sikerült elérnie a 10%-os parlamenti küszöböt és Erdoğan parlamenti képviselői státuszt nyert, melyet azonban a Választási Bizottság a szavazórendszer sajátosságai miatt visszavont. 1994-ben pártja megnyerte a helyi választásokat és ő lett Isztambul főpolgármestere és az Isztambuli Nagyvárosi Bizottság elnöke. Főpolgármesterként szerzett magának hírnevet mint populista, hatékony ügyintéző, aki elősegítette Isztambul infrastruktúrájának és közlekedésének fejlesztését és a város szépítését. Ezáltal Törökország egyik legkedveltebb politikusa lett.
1997. december 12-én, egy délkelet-törökországi nyilvános megjelenése alkalmával a nacionalista költő, Ziya Gökalp egyik ismert verséből idézett: „A mecsetek a mi laktanyáink, a kupolák a sisakjaink, a minaretek a bajonettjeink, a hívek a katonáink.” Történészek szerint azonban az Erdoğan által idézett sorok nem voltak megtalálhatóak az eredeti versben. Ezért 1998-ban Erdoğant vallási gyűlölet szításáért tíz hónap fogházra ítélték, amelyből négy hónapot töltött le 1999 márciusa és júliusa között. Polgármesteri tisztéről lemondott.
Ez idő alatt a török iszlámista politika válságba került. 1997-ben a Jólét Pártját alkotmányellenesnek minősítették és betiltották, mondván, hogy a török állam szekuláris jellegét veszélyezteti. A párt új néven újjászerveződött (Fazilet Partisi – Az Erény Pártja), melyet 1999-ben ugyancsak alkotmányellenesnek minősítettek. Miután 2001-ben szakított Erbakannal, Erdoğan és követői létrehozták az Igazság és Fejlődés Pártját (Adalet ve Kalkınma Partisi), míg a fundamentalisták megalapították a Boldogság Pártját (Saadet Partisi). Az Igazság és Fejlődés Pártja 2002-ben megnyerte a parlamenti választásokat, köszönhetően annak, hogy az emberek nem voltak megelégedve a hatalmon lévő párt gazdaságpolitikájával és azzal, ahogyan az 1999-es földrengést kezelték[forrás?]. Erdoğan pártja a szavazatok 34,3%-át szerezte meg. A parlamenti mandátumok szétosztásának szabályai alapján pedig parlamenti többséget szerzett.

### Miniszterelnöksége

#### Első kormánya (2003–2007)
Erdoğan miniszterelnöki kinevezését jogi okokból el kellett halasztani, mert az alkotmány szerint a miniszterelnöknek parlamenti képviselőnek kell lennie, büntetett előélettel viszont nem lehet indulni a választásokon. Erdoğan védelmében Abdullah Gül lépett fel, akit ideiglenesen miniszterelnöknek neveztek ki, és aki megszavaztatta az alkotmány módosítását, ami lehetővé tette, hogy Erdoğan elnyerje Siirt tartomány egyik megüresedett parlamenti mandátumát egy időszakos választáson. Gül ekkor lemondott (és megkapta a külügyi tárcát), Erdoğant pedig Ahmet Necdet Sezer államfő kinevezte miniszterelnöknek.
2004 májusában Erdoğan lett az első török miniszterelnök 1988 óta, aki Görögországba látogatott, és 1952 óta az első, aki ellátogatott a trákiai török kisebbséghez. Ez rendkívül fontos állomás volt Törökország történelmében, mint ahogy az is, hogy Erdoğan elnyerte a görög miniszterelnök, Kosztasz Karamanlisz támogatását Törökország Európai Unióhoz való csatlakozásához.

### A köztársaság elnöke
2014. augusztus 10-én már az első fordulóban megnyerte az ország történelmének első közvetlen elnökválasztását.

#### Puccskísérlet és tömeges letartóztatások
Az ellene szervezett és elbukott katonai lázadás után kegyetlenül leszámolt vélt vagy valós ellenségeivel. Nagyarányú tisztogatást hajtott végre a hadseregben; több ezer bírót és több ezer tanárt felfüggesztetett az állásából.
A puccskísérlet után Erdoğan három hónapos szükségállapotot vezetett be, és felfüggesztette Törökországban az emberi jogok európai egyezményét. 4-ről 30 napra emelték azt az időszakot, amíg vádemelés nélkül őrizetben lehet tartani a letartóztatottakat. A puccskísérlet másnapján leváltottak 2700 bírót, a török hatóságok néhány napon belül a letartóztatott több mint 6000 katona és rendőr mellett több tízezer tanárt is elbocsátottak vagy őrizetbe vettek, felszámoltak 1200 egyesületet, betiltottak 19 szakszervezetet, bezárattak 15 egyetemet és 35 orvosi intézményt.
Pár napon belül megkezdődött a nagyarányú tisztogatás a török médiában is: Erdoğan kormánya 131 médiumot (televíziókat, rádiókat, nyomtatott sajtótermékeket, kiadókat, hírügynökségeket) záratott be. Szeptemberben újabb – főként kisebbségi – médiumot zárattak be „terrorizmus ellenes lépésként”, köztük gyermekcsatornát is.
November elején a tisztogatás Erdoğan politikai ellenfeleire is kiterjedt. A török hatóságok – mentelmi jogukat megsértve – letartóztatták a kurd Népi Demokratikus Párt (HDP) több parlamenti képviselőjét és több kurdisztáni település polgármesterét.
Az Erdoğan-adminisztráció azokat is eljárás alá vonta, és letartóztatta, akik az interneten hozzászólásaikban megsértették az ország vezetőit, de a bebörtönzéshez elég volt az is, ha valaki nyilvánosan kifejezte ellenérzéseit Erdoğan ellen.
A török belügyi tárca adatai szerint 2016. július 15. és 2017. április eleje között 113 260 embert vettek őrizetbe az országban „a puccskísérlet miatt”.
2017. április 16-án népszavazást tartottak Törökországban, amely alapján Erdoğan a továbbiakban elnöki rendszerben a korábbinál is nagyobb hatalommal kormányoz.
2017. április 26-án újabb 3224 ember ellen adtak ki elfogatóparancsot azzal a váddal, hogy közük van az Erdoğan által a júliusi puccskísérlet felelősének tartott Fethullah Gülen hitszónokhoz. Közülük 1013-at vettek aznap őrizetbe. Három nappal később, 29-én Törökországban blokkolták a Wikipédiát, mert az elnök cikke kritikát tartalmazott. Ugyanezen a napon újabb 1628 embert vettek őrizetbe az országban.

### A 2018-as választások után
A 2017. április 16-án tartott népszavazáson a törökök kicsivel több, mint a fele az elnöki rendszer mellett voksolt. Ennek következményeképp Törökországban 2018 június 24-én választásokat írtak ki, ahol az országgyűlés összetételéről, illetve az elnök személyéről szavazhattak a választók. Erdoğan az első fordulóban megnyerte a választást. A török választók 53,16 százaléka szavazott rá. Az országgyűlési választásokon Erdoğan pártja, az AKP, 42,42 százalékot kapott, viszont erre készültek ők is, ezért szövetséget kötöttek a Nemzeti Mozgalom Pártjával (MHP), akik 11,17 százalékot kaptak, így, az Erdoğan vezette iszlamista, konzervatív "tömb" többséget szerzett a parlamentben, kormányzóképessé váltak. A választások tisztaságát az ellenzék rengetegszer megkérdőjelezte. 2018. július 9-én beiktatták Törökország új elnökét, Recep Tayyip Erdoğant, ezzel hivatalossá téve az elnöki rendszert. A miniszterelnöki pozíció beolvadt a köztársasági elnök jogkörébe. Az elnök hivatalosan is az ország államfője és kormányfője, így ő nevezi ki a minisztereket is, ezen kívül ha akarja bármikor feloszthatja a parlamentet, nemhivatalosan az elnök Törökországban "teljhatalommal" rendelkezik. Mandátuma 5 évre szól.
2018 nyár vége felé elmérgesedett a viszony az Amerikai Egyesült Államok és Törökország között, ennek következtében az USA gazdasági szankciókat is bevezetett Törökországgal szemben. Egyebek mellett ez is közrejátszott abban, hogy a líra jelentősen vesztett értékéből és a török gazdaság gyengülni kezdett. Erdoğan felszólította a törököket arra, hogy ne vásároljanak amerikai termékeket. A fanatikusok iPhone telefonokat kezdtek szétverni, amit büszkén videóra is rögzítettek.
2019 tavaszán önkormányzati választásokat tartottak Törökországban. A török kormányzópártok totális kampányt hirdettek. Fűt, fát megígértek, mivel tudták, hogy az emberek válaszolni fognak a török gazdaság recesszióba történő süllyedéséhez.[forrás?] Az AKP-nek és az MHP-nek nem csak a török emberek elégedetlenségétől kellett tartaniuk, hanem az ellenzék összefogásától is. A választást március 31-én tartották. A választások után az AKP és az MHP szövetségére az emberek 51,74 százaléka, míg az ellenzékre (a Nemzeti Szövetségre) a választók 37,64 százaléka szavazott. Az iszlamista, konzervatív szövetség a nagyvárosokat elvesztette, köztük volt Isztambul és Ankara is. Az AKP Isztambulban új választásokat követelt, és a választási bizottság helyt adott a kérésnek, noha csalás gyanúja nem merült fel (a hivatalos indoklás szerint egyes jegyzőkönyvekről hiányzott az aláírás, és nem feladatokat nem közszolgák láttak el). A választás eredményének megsemmisítése nemzetközi tiltakozást váltott ki. 2019 június 23-án Isztambulban megtartották az új választást. Az AKP jelöltje a volt miniszterelnök, Binali Yıldırım volt, aki rengeteg mindent ígért. A megismételt választáson a főpolgármesteri címet azonban ismét Ekrem İmamoglu, CHP-s politikus szerezte meg. A választások után sokan azt gondolják, hogy a történtek miatt megtorpant Erdoğan tekintélye az AKP-ban.

## Külpolitikája

### Háború a Szíria északi részét felszabadító kurdok ellen

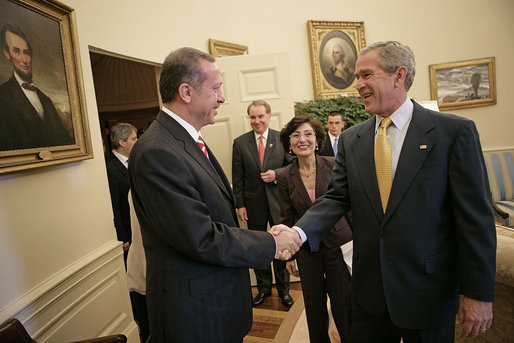
Az Amerikai Egyesült Államok elnöke George W. Bush üdvözli Recep Tayyip Erdoğan miniszterelnököt a Fehér Ház Ovális Irodájában

2018. január közepén háborút indított Szíria északi részének megszállása céljából, az Iszlám Állam legyőzésében kiemelkedő szerepet játszó kurd hadsereg ellen. Politikai szakértők szerint a távlati terv egy Észak-Ciprushoz hasonló, névleg független, de lényegében Törökországhoz tartozó állam létrehozása. Egy alkalommal a nyilvánosság előtt bejelentette, hogy akár gyermekeket is hajlandó felhasználni és feláldozni a kurdok ellen folytatott háborúban.

### Magyarországi látogatása
2018 őszén, háromnapos németországi látogatása után, – melynek során többek között felavatta Kölnben az ország legnagyobb mecsetjét –, Magyarországon is hivatalos látogatást tett a török elnök. Orbán Viktor miniszterelnökkel többek között a kulturális, gazdasági és hadiipari együttműködésről tárgyaltak, majd baráti hangulatú sajtóértekezletet tartottak, végül együtt avatták fel a felújított budai Gül Baba-türbét.
2019 novemberében ismét ellátogatott Magyarországra.

## Családja
1978 óta házas, felesége Emine Gülbaran (1955), két fia, Ahmet Burak (1979) és Necmettin Bilal (1981), valamint két lánya, Esra (1983) és Sümeyye (1985) van.